# Alfred Schmidt (philosophe)
Pour les articles homonymes, voir Alfred Schmidt et Schmidt.
Alfred Schmidt (né le 19 mai 1931 à Berlin et mort le 28 août 2012 à Francfort-sur-le-Main) est un philosophe et sociologue allemand.
Alfred Schmidt a étudié l'histoire, l'anglais et la philologie à l'Université Goethe de Francfort. Sur le tard, il vient à la philosophie et la sociologie. Il est un élève de Max Horkheimer et Theodor W. Adorno et a passé un doctorat 1960 avec un travail sur la notion de Nature chez Karl Marx. En 1972, Alfred Schmidt devient professeur de philosophie et de sociologie à l'université de Francfort, en 1999, professeur émérite.
Les secteurs de recherche d'Alfred Schmidt sont la théorie critique de l'École de Francfort, philosophie de la religion et Schopenhauer.
Alfred Schmidt est membre du PEN club et membre honoraire celui du Schopenhauer-Gesellschaft.
Alfred Schmidt est le grand-père de Johan, ingénieur et professeur en Suisse, né de l’union de son fils Marcel Schmidt Fontannaz décédé le 14 février 1992 et de Rose.  